# Francisco Jesús Orozco Mengíbar
Francisco Jesús Orozco Mengíbar (ur. 23 kwietnia 1970 w Villafranca de Córdoba) – hiszpański duchowny katolicki, biskup Guadix od 2018.

## Życiorys

### Prezbiterat
Święcenia kapłańskie otrzymał 9 lipca 1995 i został inkardynowany do diecezji Kordoby. Pracował głównie jako duszpasterz parafialny, był także m.in. wicerektorem niższego seminarium, delegatem biskupim ds. duszpasterstwa młodzieży, wikariuszem biskupim dla rejonu La Campiña oraz wikariuszem generalnym diecezji.

### Episkopat
30 października 2018 papież Franciszek mianował go biskupem ordynariuszem diecezji Guadix. Sakry udzielił mu 22 grudnia 2018 metropolita Granady - arcybiskup Francisco Javier Martínez Fernández.